# Netzaufschlag
Als Netzaufschlag bezeichnet man bei Rückschlagspielen wie Tennis, Tischtennis, Badminton oder Volleyball einen Aufschlag, bei dem der Ball das Netz berührt und danach das gegnerische Feld erreicht. Er ist damit ein Spezialfall des Netzballs. Ein Netzaufschlag hat je nach Sportart unterschiedliche Konsequenzen. Während im Tennis und Tischtennis der Aufschlag nach Netzberührung wiederholt werden muss, ist dies bei Badminton und Volleyball nicht der Fall.

## Tennis
Beim Tennis ist der Aufschlag zu wiederholen, „wenn der aufgeschlagene Ball das Netz, den Netzhalter oder die Netzeinfassung berührt und anderweitig gut ist. Oder, nachdem er das Netz, den Netzhalter oder die Netzeinfassung berührt hat, den Rückschläger oder den Partner des Rückschlägers oder irgendetwas, was sie an sich tragen oder halten, trifft, bevor dieser den Boden berührt“ (Zitat aus den ITF-Regeln). Ein Aufschlag, bei dem der Ball nach Netzberührung außerhalb des Aufschlagsfeldes landet, gilt als Fehler. Im Profitennis werden elektronische Sensoren verwendet, die eine Netzberührung des Balls durch einen Piepton anzeigen.
Die Aufschlagswiederholung nach Netzaufschlag, auch Let-Regel genannt, wurde 2018 in den Junioren-Altersklassen U12, U14 und U16 bei ITF- und Tennis-Europe-Turnieren abgeschafft. Dies geschah, um die Spieldauer zu verkürzen und dadurch für Zuschauer und das Fernsehen attraktiver zu sein. Auch einige Turniere bei den Profis wie der Hopman Cup oder die Next Generation ATP Finals schafften die Let-Regel ab.

## Tischtennis
Berührt der Ball beim Aufschlag im Tischtennis das Netz, so ist dies ein Netzaufschlag und muss wiederholt werden.

## Badminton
Im Gegensatz zu den meisten anderen Rückschlagspielen wird beim Badminton auch dann weitergespielt, wenn der Ball beim Aufschlag das Netz berührt, solange er danach seinen Weg weiter in das Aufschlagfeld des Gegners fortsetzt.

## Volleyball/Beachvolleyball
Beim Volleyball darf der Ball „beim Überqueren des Netzes dieses berühren.“ Analog dazu verhält es sich beim Beachvolleyball: „Es ist kein Fehler, wenn der Ball beim Aufschlag das Netz berührt und (innerhalb der Antennen) in das gegnerische Feld fliegt.“
Früher galt beim Volleyball eine Netzberührung beim Aufschlag als Fehler. Erst seit 1999 darf der Ball beim Aufschlag beim Überqueren des Netzes die Netzkante berühren.

## Faustball
Beim Faustball ist Netzberührung sowohl beim Aufschlag als auch während des Spiels ein Fehler.

## Trivia
Bei Serena Williams’ Sieg über Ayumi Morita im Jahr 2013 servierte sie vier Netzaufschläge in Folge. Boris Becker servierte in seinem Wimbledon-Viertelfinale 1993 gegen Michael Stich fünf Netzbälle in Folge, noch dazu bei zweitem Aufschlag. Im Olympia-Halbfinale 2012 zwischen Roger Federer und Juan Martín del Potro gab es 24 Netzaufschläge.